# سیارک ۱۰۱۶۶
سیارک ۱۰۱۶۶ (به انگلیسی: 10166 Takarajima، نامگذاری:1995BN3) ده هزار و صد و شصت و ششمین سیارک کشف شده‌است که در ۳۰ ژانویه ۱۹۹۵ کشف شد.
قدر مطلق سیارک برابر ۲۱٫۴ است.